# خورخي غارسيس
خورخي غارسيس (بالإسبانية: Jorge Garcés)‏ هو لاعب كرة قدم ومدرب كرة قدم تشيلي، ولد في 13 مايو 1954 في تالكا في تشيلي. لعب مع رايو فايكانو وريال إسبانيا وسانتياغو واندررز ولاسيرينا ونادي أونيفرسيداد كاتوليكا.

## وصلات خارجية
- الموقع الرسمي